# AVIDAC

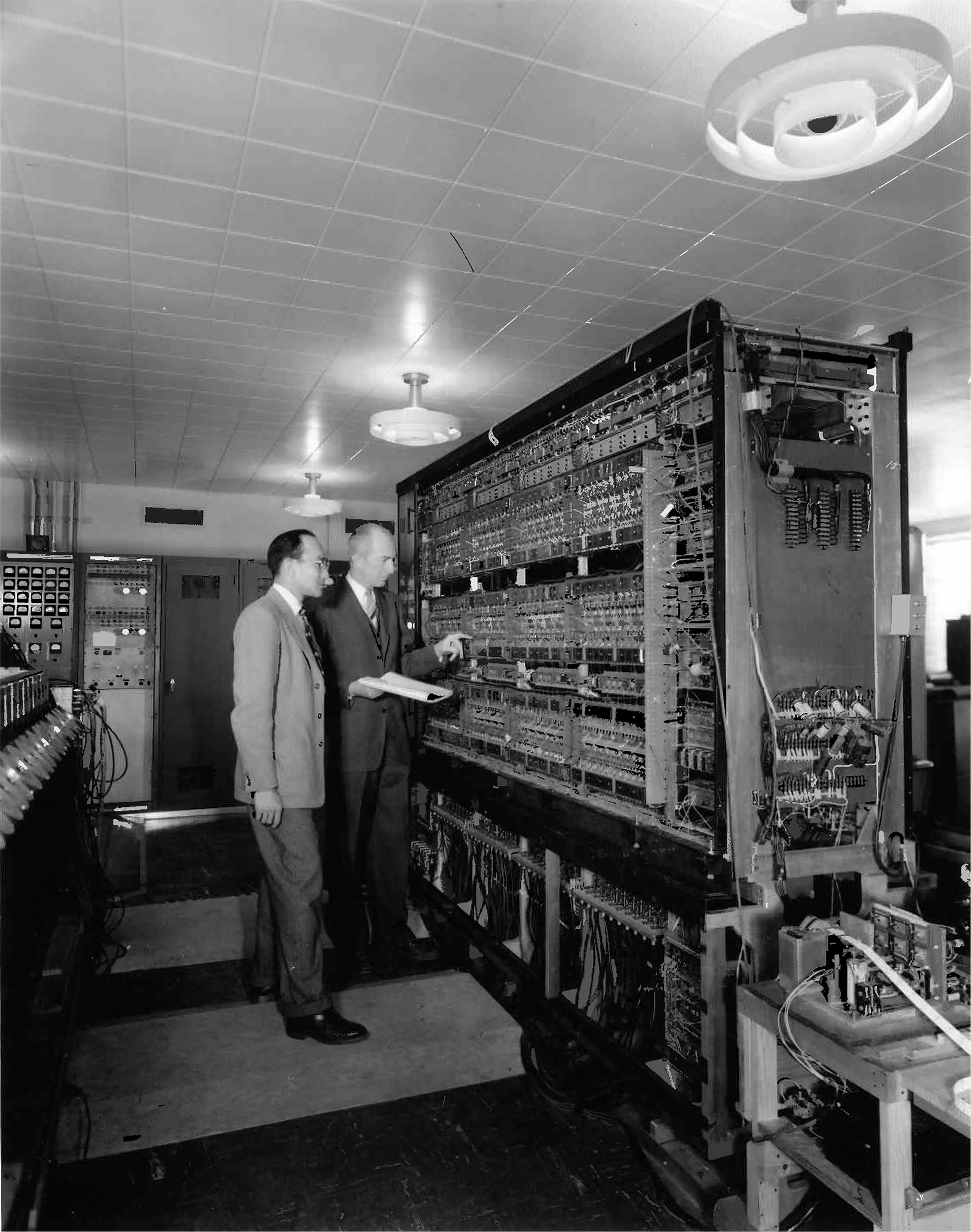
AVIDAC em 1953.

O AVIDAC (Argonne Version of the Institute's Digital Automatic Computer) foi um dos primeiros computadores, construído pelo Argonne National Laboratory, baseado na arquitetura IAS desenvolvida por John von Neumann. Foi construído pela Divisão de Física do Laboratório por 250 mil dólares americanos e iniciou suas operações em 28 de janeiro de 1953.
Como quase todos os computadores de sua época, era uma máquina única que não podia trocar programas com outros computadores (até mesmo outras máquinas IAS).